# Paula és Paulina – A befejező film
A Paula és Paulina – A befejező film (eredeti cím: Más allá de... La usurpadora) 1998-ban bemutatott mexikói film, amely a Paula és Paulina című filmsorozat befejező filmje. A forgatókönyvet Inés Rodena írta. A játékfilm rendezője Eduardo Said, producere Salvador Mejia Alejandret.  A főszerepekben Gabriela Spanic és Fernando Colunga láthatóak. A tévéfilm két részre osztott. Először a Las Estrellas nevű csatornán volt látható. Műfaja: telenovella és filmdráma.
Mexikóban 1998. július 25-én, Magyarországon 2011. augusztus 13-án vetítették le a televízióban.

## Cselekmény
|  | Alább a cselekmény részletei következnek! |

Egy évvel az esküvő után Paulina és Carlos Daniel boldogan élnek, egy lányuk is született, Paulita. Paulina sokszor érzi rosszul magát, ezért felkeresi a család orvosát, aki közli vele hogy súlyos beteg, már csak 6 hónapja van hátra. Egy új szereplő jelenik meg : Raquel a gyerekek dadája. Kedves és jószívű lánynak látszik, ám valójában nem szereti a gyerekeket, viszont meg akarja szerezni Carlos Danielt. Paulina nem akarja egyedül hagyni Carlos Danielt a három gyermekkel, ezért elmondja Raquelnek hogy halálos beteg, és elkezdi felkészíteni a nőt, hogy átvehesse helyét a családban és gondját viselje a gyerekeknek. Mindezt meglepetten figyelik a házban élők: Paulina elegáns viselkedésre tanítja a nőt, új ruhákat ad neki, stb. Végül kénytelen elmondani hogy gyógyíthatatlan rákban szenved és azt szeretné, ha Raquel venné át a helyét a halála után. A nő persze csak örülni tud ennek és még Carlos Daniel előtt is megjátssza hogy mennyire sajnálja Paulinát.
Estefanía állapota egyre javul, napról napra jobban érzi magát és vissza akarja kapni a fiát. Rodrigo és Patricia – akik időközben nevelték a kisfiút – azonban nem akarják visszaadni neki. Estefanía megszökik a klinikáról és elrabolja a fiút Rodrigoék házából.
Eközben a Bracho-házban Paulina és Carlos Daniel házassági évfordulóját ünnepli a család és a barátok. Raquel siettetné a dolgokat, ezért meg akarja mérgezni Paulinát. Itallal kínálja a nőt, azonban egy szerencsés véletlennek köszönhetően a méreggel teli pohár Raquelhez kerül.
Paulina elájul, Raquelt abban a hitben hagyva, hogy sikerült a terve. Paulinát a mentők kórházba szállítják. Nem sokkal később Raquel is rosszul lesz, így ő is kórházba kerül. A kórházban kiderül, hogy tévedésből egy rákban szenvedő asszony leleteit adták Paulinának és Paulina nem beteg hanem ismét gyereket vár. Raquel bevallja, hogy Paulinát akarta megmérgezni és bocsánatot kér. A Brachók nem jelentik fel, Raquel pedig elköltözik a házból.
Pár nappal később az egész család összegyűlik, és készítenek egy közös fotót a családról: Paulináról, Carlos Danielről, a gyerekekről, Piedad mamáról, Rodrigóról és Patriciáról, Estefaníáról, és a fiáról és persze Fidelináról.
|  | Itt a vége a cselekmény részletezésének! |

## Szereplők
| Szereplő                     | Színész                 | Magyar hang    |
| ---------------------------- | ----------------------- | -------------- |
| Paulina Bracho               | Gabriela Spanic         | Orosz Anna     |
| Paula Bracho (Tükörben)      | Daniela Spanic          | Orosz Anna     |
| Carlos Daniel Bracho         | Fernando Colunga        | Lux Ádám       |
| Abuela Piedad vda. de Bracho | Libertad Lamarque       | Kassai Ilona   |
| Estefanía Bracho de Montero  | Chantal Andere          | Náray Erika    |
| Fidelina                     | Magda Guzmán            | Halász Aranka  |
| Osvaldo Reséndiz             | Antonio                 |                |
| Rodrigo Bracho               | Marcelo Buquet          | Tarján Péter   |
| Lalita Pérez                 | Paty Díaz               | Makay Andrea   |
| Verónica Soriano             | Adriana Fonseca         |                |
| Patricia Bracho              | Jessica Jurado          | Kiss Erika     |
| Lisette Bracho               | María Solares           | Jelinek Éva    |
| Carlitos Bracho              | Sergio Miguel           | Bogdán Gergő   |
| Don Panchito                 | Tito Guízar             | Kajtár Róbert  |
| Dr. Varela                   | Javier Herranz          | Szkárosi Márk  |
| Pedro                        | Emiliano Lizárraga      |                |
| Eloina                       | Sara Montes Sara Montes | Fabó Györgyi   |
| Cachita Cienfuegos           | Ninón Sevilla           | Bessenyei Emma |
| Raquel                       | Yadhira Carrillo        | Kerekes Andrea |
| Adela                        | Gabriela Carvajal       |                |